# Cyphostemma pseudorhodesiae
Cyphostemma pseudorhodesiae är en vinväxtart som först beskrevs av Jeanine Dewit, och fick sitt nu gällande namn av Descoings. Cyphostemma pseudorhodesiae ingår i släktet Cyphostemma och familjen vinväxter. Inga underarter finns listade i Catalogue of Life.